# Lac de Héchempy
Le lac de Héchempy est un lac pyrénéen français situé administrativement dans la commune de Tramezaigues dans le département des Hautes-Pyrénées en région Occitanie.
C’est un lac naturel qui a une superficie de 1,2 ha pour une altitude de 2 305 m.

## Toponymie
En occitan, héchempy signifie « qui recouvre un pâturage » mais aussi un courtaou, un col, un lac. Ce pourrait être la déformation de « hèche + pi » = la hèche du pin.

## Géographie
Le lac est situé en vallée d'Aure dans la vallée du Moudang, dans le sud-est du département français des Hautes-Pyrénées

### Topographie
|                              | Pic de Pêne Abeillère (2 611 m) |                               |
|                              | lac de Héchempy                 | Port de Bataillence (2 465 m) |
| Pic de Bataillence (2 604 m) | Port de Héchempy (2 454 m)      | Montagne de Bédoura           |

### Hydrologie
Le lac a pour émissaire la Neste d'Héchempy qui conflue avec la Neste de Chourrious pour former la Neste du Moudang.

## Protection environnementale
Le lac fait partie d'une zone naturelle protégée, classée ZNIEFF de type 1 : Haute vallée d'Aure en rive droite, de Barroude au col d'Azet

## Voies d'accès
L’accès le plus facile se fait au départ du parking du tunnel Aragnouet-Bielsa jusqu'au port de Bataillence, puis en redescendant légèrement sur le versant est, via un sentier peu marqué mais bien cairné.
Pour atteindre le lac depuis le Moudang (nord), il faut passer par un chemin en direction des grandes de Moudang en longeant la Neste du Moudang, puis en direction du  port de Héchempy
(2 454 m).